# Adjungovaný funktor
Adjunkce je v teorii kategorií vztah mezi dvěma funktory (a tím i vztah mezi dvěma kategoriemi), které se označují jako adjungované funktory, což se značí jako {\displaystyle F\dashv G}, přičemž {\displaystyle F} je adjungovaný zleva ke {\displaystyle G} (a naopak {\displaystyle G} je adjungovaný zprava k {\displaystyle F}).
Máme-li funktory {\displaystyle F:{\mathcal {D}}\rightarrow {\mathcal {C}}} a {\displaystyle G:{\mathcal {C}}\rightarrow {\mathcal {D}}}, pak je {\displaystyle F\dashv G}, pokud pro každé {\displaystyle X\in \mathrm {Ob} ({\mathcal {D}})} a {\displaystyle Y\in \mathrm {Ob} ({\mathcal {C}})} existuje bijekce {\displaystyle \mathrm {hom} _{\mathcal {C}}(FX,Y)\cong \mathrm {hom} _{\mathcal {D}}(X,GY)} přirozená v obou parametrech.
Existence adjungovaných funktorů mezi dvěma kategoriemi vyjadřuje mírnější obdobu ekvivalence těchto kategorií.
Adjungované funktory mezi kategoriemi jsou zobecněním Galoisovy korespondence mezi částečně uspořádanými množinami. V obecné algebře se používají mimo jiné ke generování volných objektů.